# K 칼런
K 칼런(K Callan, 1942년 1월 9일 ~ )은 미국의 배우, 텔레비전 배우, 영화배우, 작가이다.
댈러스에서 태어났다.

## 영화
- 나이브스 아웃 (2019년)
- 낫 댓 퍼니 (2012년) - 투게이 역
- 사무엘 블리크 (2011년) - 일레인 역
- 내가 왜 결혼했을까? 2 (2010년)
- 코요테 카운티 루저 (2009년) - 매기 홉스 역
- 미트 더 브라운스 (2009년) - 데이시 라류 역
- 미드나잇 클리어 (2006년)
- 크레이지러브 (2005년)
- 내가 그녀를 만났을 때 1 (2005년)
- 나인 라이브즈 (2005년) - 마리사 역
- 카니발 (2003년)
- 보더 투 보더 (1998년)
- 미스터 머더 (1998년)
- 킹 오브 더 힐 (1997년)
- 슈퍼맨 - 90년대 TV 시리즈 (1993년) - 마샤 켄트 역
- 저주의 탄생 (1991년)
- 흑전사 블랙 엔젤 (1991년)
- 프랭키와 쟈니 (1991년) - 프랭키의 엄마 역
- 코치 (1989년)
- 죽음의 강 (1989년)
- 생사의 여객기 (1984, Flight 90: Disaster on the Potomac)
- 총알탄 사나이 - TV 시리즈 (1982년)
- 계절의 변화 (1980년)
- 아메리칸 지골로 (1980년)
- 아이크 (1979년)
- 달라스 (1978년)
- 주말의 사랑 (1973년) - 패티 역
- 죠 (1970년)